# Adagio (bài hát của Lara Fabian)
"Adagio" (tạm dịch từ tiếng Ý: "Hãy chậm lại") là một bài hát của nữ ca sĩ người Bỉ-Canada Lara Fabian. Bài hát được phát hành thành đĩa đơn chính thức đầu tiên từ album phòng thu tiếng Anh Lara Fabian (1999) vào ngày 6 tháng 12 năm 1999. Ca khúc sử dụng giai điệu của bản nhạc giao hưởng Adagio cung Son thứ của Tomaso Albinoni và Remo Giazotto, với phần lời tiếng Anh do Fabian, Rick Allison và Dave Pickell đồng sáng tác. Phiên bản tiếng Ý của bài hát do chính Fabian soạn lời. Allison và Pickell cũng thực hiện cải biên và sản xuất cho bài hát. "Adagio" là đĩa đơn tiếng Anh đầu tiên và cũng là một trong hai đĩa đơn tiếng Anh thành công nhất trong sự nghiệp của Fabian. Ca khúc trở thành đĩa đơn thứ tư của cô giành được vị trí trong top 10 trên hai bảng xếp hạng SNEP của Pháp và Ultratop 50 Wallonia của Bỉ. Nhiều nghệ sĩ trên thế giới đã thể hiện lại cả phiên bản tiếng Anh và tiếng Ý của "Adagio".

## Sáng tác và sản xuất
"Mẹ tôi rất yêu thích Albinoni. Albinoni là một trong số những nhà soạn nhạc tuyệt vời nhất của thế kỷ 18, và thực ra thì [Adagio cung Son thứ] là một trong số những bản nhạc mà [mẹ tôi] chơi [cho tôi nghe] nhiều nhất."
—Fabian trả lời phỏng vấn của chương trình CNN WorldBeat vào năm 2000.
Fabian miêu tả "Adagio" là một bài hát "nối liền" quá khứ với hiện tại. Ca khúc là sự kết hợp giữa tiếng Ý, nhạc cổ điển và niềm đam mê ca hát của cô. Bài hát đặc trưng cho phong cách âm nhạc mà Fabian được học trong suốt 10 năm tại Nhạc viện Hoàng gia Bruxelles, Bỉ. Phần nhạc của "Adagio" được sáng tác dựa trên bản nhạc Adagio cung Son thứ cho bộ dây và đàn ống của Tomaso Albinoni và Remo Giazotto. Mẹ của Fabian, bà Luisa Crokaert, từng nhiều lần chơi bản nhạc này cho cô nghe. Rick Allison và Dave Pickell là những người thực hiện chuyển soạn phần nhạc từ phong cách cổ điển sang phong cách pop/rock để phù hợp với giọng hát của Fabian.
"Adagio" là một bản ballad được viết ở giọng Rê thứ, sử dụng nhịp 4
4 với tốc độ 128–129 nhịp trên phút. Bên cạnh âm thanh của đàn piano và bàn phím, ca khúc cũng sử dụng âm thanh của bốn loại đàn guitar (bao gồm guitar bass, guitar điện, guitar acoustic và guitar nylon) cùng với một bộ trống và synthesizer. Một dàn nhạc giao hưởng do nhà soạn nhạc Jeremy Lubbock chỉ huy và chuyển soạn âm nhạc cũng tham gia vào quá trình thu âm ca khúc. Fabian đồng sáng tác phần lời tiếng Anh của bài hát cùng với Allison và Pickell, và chính cô cũng tự biên soạn phần lời của phiên bản tiếng Ý. Ca từ của bài hát nói về khát khao có được một tình yêu bất diệt. Tương tự như các ca khúc khác trong Lara Fabian, "Adagio" được thu âm ở nhiều phòng thu khác nhau, chủ yếu có địa điểm tại các thành phố Montréal, New York và Los Angeles. Ca khúc do Allison và Pickell đồng sản xuất và được phối khí bởi Jay Healy. Phiên bản tiếng Anh của "Adagio" được phối khí tại phòng thu The Record Plant ở Los Angeles, còn phiên bản tiếng Ý được phối khí tại phòng thu cũ của Sony Music ở Manhattan, New York.

## Tiếp nhận phê bình
Trong ấn bản ngày 10 tháng 6 năm 2000 của tạp chí Billboard, biên tập viên Michael Paoletta khen ngợi "Adagio" là "khoảnh khắc đẹp nhất" của album Lara Fabian. Tạp chí People lại chỉ trích phần lời tiếng Anh của bài hát là "tầm thường" và nhận xét rằng: "Với tư cách là người viết lời cho nhiều bài hát [trong album], Fabian chỉ có thể tự trách mình khi viết ra những câu từ như thế này: 'I don’t know where to find you / I don’t know how to reach you / I hear your voice in the wind / I feel you under my skin.'" (tạm dịch: Em không biết tìm anh ở nơi đâu / Em không biết làm cách nào để tới được chỗ anh / Em nghe thấy giọng anh trong tiếng gió / Em cảm nhận được anh dưới làn da của mình.) Anna Vetticad của tạp chí India Today khen ngợi giọng ca của Fabian trong bài hát, nhưng cũng nhận thấy ca từ của bản tiếng Anh không thật sự ấn tượng.

## Diễn biến thương mại
Tại Bỉ, "Adagio" ra mắt ở vị trí thứ 11 trên bảng xếp hạng Ultratop 50 của khu vực Wallonie trong tuần ngày 18 tháng 12 năm 1999. Ca khúc leo lên vị trí thứ 3 ngay trong tuần kế tiếp và giữ vị trí này trong 5 tuần liên tiếp. Trong hai tuần tiếp theo, ca khúc lần lượt lùi xuống vị trí thứ 8 và thứ 10. "Adagio" sau đó tiếp tục dao động trong top 40 thêm 4 tuần trước khi tụt khỏi bảng xếp hạng vào tuần ngày 11 tháng 3 năm 2000. Ở khu vực Vlaanderen, "Adagio" ra mắt ở vị trí thứ 49 trên bảng xếp hạng Ultratop 50 của tuần ngày 15 tháng 1 năm 2000, trở thành đĩa đơn đầu tiên của Fabian có được vị trí trên bảng xếp hạng của khu vực này. Ca khúc đạt đến vị trí thứ 29 và trải qua 7 tuần liên tiếp trên bảng xếp hạng. "Adagio" cũng là đĩa đơn đầu tiên của Fabian lọt vào bảng xếp hạng đĩa đơn của Hà Lan. Ca khúc ra mắt ở vị trí thứ 83 trên bảng xếp hạng Single Top 100 của công ty MegaCharts vào đầu tháng 1 năm 2000, và đạt đến vị trí thứ 66 trong tuần ngày 11 tháng 3 cùng năm. Tại Pháp, "Adagio" ra mắt ở vị trí thứ 5 trên bảng xếp hạng đĩa đơn của SNEP trong tuần ngày 11 tháng 12 năm 1999 và giữ nguyên vị trí này trong tuần kế tiếp. Đây cũng là vị trí cao nhất mà đĩa đơn đạt được tại Pháp trong tổng cộng 15 tuần hiện diện trên bảng xếp hạng. Vào ngày 25 tháng 1 năm 2000, đĩa đơn được SNEP chứng nhận Vàng với doanh số đạt 189.200 bản trên thị trường Pháp. "Adagio" là đĩa đơn thứ tư của Fabian sau "Si tu m'aimes" đạt được vị trí trong top 10 trên cả hai bảng xếp hạng đĩa đơn Ultratop 50 của khu vực Wallonie và SNEP của Pháp. Bài hát cũng là đĩa đơn tiếng Anh đầu tiên của cô đạt được thành công trên các bảng xếp hạng, trước khi đĩa đơn tiếng Anh kế tiếp "I Will Love Again" trở thành một hit ở thị trường Bắc Mỹ. Vào cuối tháng 5 năm 2013, "Adagio" xuất hiện ở vị trí thứ 32 trên bảng xếp hạng Ultratop 50 Back Catalogue Singles dành cho các đĩa đơn cũ của khu vực Wallonie.

## Quảng bá và biểu diễn trực tiếp
Trong hai tháng 11 và 12 năm 1999, chi nhánh tại Pháp của Sony Music Entertainment đã hợp tác với các nhà đài để phát các đoạn video ngắn quảng cáo cho "Adagio" trên truyền hình. Các clip quảng cáo có thời lượng 10 giây hoặc 20 giây, và đều sử dụng những trích đoạn từ video âm nhạc của bài hát. Để quảng bá cho đĩa đơn, Fabian đã biểu diễn trực tiếp bài hát trong chương trình truyền hình âm nhạc Hit Machine trên kênh M6 của Pháp vào các ngày 23 tháng 10 và 21 tháng 12 năm 1999. Tại Hoa Kỳ, nữ ca sĩ đã biểu diễn trực tiếp bài hát trong chương trình The Tonight Show with Jay Leno vào năm 2000. "Adagio" sau đó đã trở thành một trong những ca khúc được trình diễn trực tiếp nhiều nhất trong các chuyến lưu diễn của Fabian. Một trong số những màn diễn tiêu biểu nhất là tiết mục biểu diễn "Adagio" trong chương trình truyền hình đặc biệt From Lara With Love phát sóng trên các kênh của PBS. Chương trình được tổ chức và ghi hình tại Montréal, Canada vào tháng 10 năm 2000. Fabian cũng từng biểu diễn song ca "Adagio" với nhiều nghệ sĩ khác. Vào ngày 2 tháng 3 năm 2007, cô đã thể hiện bài hát cùng với nam ca sĩ Gigi D'Alessio tại nhà hát Teatro Ariston ở Sanremo, Ý, trong khuôn khổ của Lễ hội âm nhạc Sanremo lần thứ 57. Trong đêm chung kết mùa đầu tiên của chương trình tìm kiếm tài năng thiếu nhi Io canto của Ý, nữ ca sĩ đã biểu diễn bài hát cùng với thí sinh quán quân Cristian Imparato. Thí sinh Nuno Resende đã cùng Fabian biểu diễn "Adagio" trong đêm chung kết chương trình The Voice: La Plus Belle Voix mùa thứ hai của Pháp vào năm 2013.

## Danh sách bài hát và định dạng
| - Đĩa đơn CD tại châu Âu năm 1999, nhãn hiệu Epic, mã 667210 3 1. "Adagio" – 4:27 2. "Yeliel (My Angel)" – 5:03 - Đĩa đơn CD maxi tại châu Âu năm 1999, nhãn hiệu Epic, mã 667210 5 1. "Adagio" – 4:27 2. "Yeliel (My Angel)" – 5:03 3. "Before We Say Goodbye" – 4:26 | - Đĩa đơn CD maxi phiên bản phát hành giới hạn tại châu Âu năm 1999, nhãn hiệu Epic, mã 667210 9 1. "Adagio" – 4:27 2. "Yeliel (My Angel)" – 5:03 3. "Ivy (Acoustic)" – 4:12 - Đĩa đơn 12 inch maxi tại Pháp năm 1999, nhãn hiệu Epic, mã 667210 6 và đĩa đơn CD phiên bản bìa bọc cardboard tại Pháp năm 1999, nhãn hiệu Epic, mã 667210 1 1. "Adagio" (phiên bản tiếng Anh) – 4:27 (mặt A) 2. "Adagio" (phiên bản tiếng Ý) – 4:28 (mặt B) |

## Những người thực hiện
Thông tin lấy từ ghi chú trên bìa đĩa đơn và bìa album Lara Fabian.
"Adagio" (phiên bản tiếng Anh và tiếng Ý)
- Tomaso Albinoni – âm nhạc
- Lara Fabian – hát chính, soạn lời, soạn lời cho bản tiếng Ý
- Rick Allison – soạn lời, cải biên, bàn phím, lập trình, sản xuất
- Dave Pickell – soạn lời, cải biên, piano, bàn phím, lập trình, đồng sản xuất
- Rémy Malo – guitar bass
- Steve Lukather – guitar điện
- Bruce Gaitsch – guitar acoustic, guitar nylon
- Mickey Curry – trống
- Christian St-Germain – kỹ sư synthesizer
- Jeremy Lubbock – cải biên cho dàn nhạc, chỉ huy dàn nhạc
- Jay Healy – kỹ sư, phối khí
- Mario Brillon – kỹ sư
- Jeff Caruthers – kỹ sư
- John Kurlander – kỹ sư
- Ross Hogarth – kỹ sư (chỉ của bản tiếng Ý)
- Ethan Shofer – trợ lý kỹ sư
- Ian Dalsemer – trợ lý kỹ sư
- Steve Baughman – trợ lý kỹ sư
- Peter Doell – trợ lý kỹ sư
- Dann Thompson – trợ lý kỹ sư
- Andy Manganello – trợ lý kỹ sư (chỉ của bản tiếng Anh)
- David Channing – trợ lý kỹ sư (chỉ của bản tiếng Ý)

Đĩa đơn
- Bob Ludwig – master

## Xếp hạng và chứng nhận
| Bảng xếp hạng (1999–2000) | Vị trí cao nhất |
| ------------------------- | --------------- |
| Bỉ (Ultratop 50 Flanders) | 29              |
| Bỉ (Ultratop 50 Wallonia) | 3               |
| Pháp (SNEP)               | 5               |
| Hà Lan (Single Top 100)   | 66              |

| Bảng xếp hạng (2000)   | Vị trí |
| ---------------------- | ------ |
| Bỉ (Ultratop Wallonia) | 88     |

| Bảng xếp hạng (1995–2020)       | Vị trí |
| ------------------------------- | ------ |
| Bỉ (Ultratop Top 1000 Wallonia) | 955    |

| Quốc gia                                                                           | Chứng nhận | Số đơn vị/doanh số chứng nhận |
| ---------------------------------------------------------------------------------- | ---------- | ----------------------------- |
| Pháp (SNEP)                                                                        | Vàng       | 189.200                       |
| * Chứng nhận dựa theo doanh số tiêu thụ. ^ Chứng nhận dựa theo doanh số nhập hàng. |            |                               |

## Các bản hát lại
Nhiều nghệ sĩ trên thế giới đã thể hiện lại "Adagio" của Fabian bằng tiếng Anh hoặc tiếng Ý. Các bản hát lại tiêu biểu trong số đó bao gồm:
- Nhóm nhạc cổ điển giao thoa Il Divo đã thu âm phiên bản tiếng Ý của "Adagio" cho album phòng thu The Promise (2008). Nhóm nhạc cũng từng nhiều lần biểu diễn trực tiếp bản tiếng Ý của bài hát trong các chuyến lưu diễn.[43][44] Một màn biểu diễn trực tiếp bài hát của Il Divo vào ngày 3 tháng 4 năm 2009 tại Palau Sant Jordi, Barcelona, Tây Ban Nha được thu âm lại và đưa vào album trực tiếp An Evening with Il Divo: Live in Barcelona (2009).
- Trong tập 5 của vòng Giấu mặt của chương trình Giọng hát Việt mùa thứ 2, nữ ca sĩ Dương Hoàng Yến đã thể hiện bản tiếng Anh của "Adagio" và được cả bốn huấn luyện viên nhấn nút lựa chọn. Cô quyết định vào đội của nữ ca sĩ Mỹ Linh.[45][46]
- Trong vòng Chặng đua khắc nghiệt của chương trình Nhân tố bí ẩn mùa thứ 2, thí sinh Trần Minh Như của đội huấn luyện viên Hồ Quỳnh Hương đã biểu diễn bản tiếng Anh của "Adagio" trong đêm diễn trực tiếp thứ 7 và lọt vào nhóm an toàn.[47]
- Vào năm 2017, nam ca sĩ Dimash Kudaibergen đã thể hiện phiên bản tiếng Anh của bài hát trong chương trình I Am a Singer của Trung Quốc. Phần trình diễn nhận được những lời khen ngợi từ chính Fabian.[48][49]
- Nữ ca sĩ Mai Thương, đại diện cho Việt Nam trong cuộc thi "Tiếng hát ASEAN+3" năm 2019, đã biểu diễn phiên bản tiếng Anh của "Adagio" trong đêm bán kết của cuộc thi.[50]
- Thí sinh Nguyễn Ngọc Bảo Hân đã biểu diễn bản tiếng Anh của bài hát trong tập 13 của chương trình Giọng hát Việt nhí mùa thứ 7 và được đi tiếp vào vòng bán kết.[51]
- Thí sinh Arianna Cleri đã biểu diễn bản tiếng Ý của "Adagio" trong số ngày 13 tháng 12 năm 2019 của chương trình All Together Now của Ý và được đi thẳng vào vòng chung kết.[52]
- Nữ ca sĩ người xứ Wales Shirley Bassey đã thể hiện bản tiếng Anh của ca khúc trong album I Owe It All to You (2020).[53]